# Гавань (Кемеровская область)
Гавань — упразднённый посёлок в Тисульском районе Кемеровской области. На момент упразднения входил в состав Подобасского сельсовета. Исключен из учётных данных в 1997 году.

## География
Располагался на правом берегу реки Томь выше впадения в неё реки Тутуяс, на расстоянии примерно 1,5 км по прямой к востоку от поселка Балбынь.

## История
Законом Кемеровской области № 6-03 от 8 апреля 1997 года посёлок исключен из учетных данных.

## Население
| 1970 | 1979 | 1989 |
| ---- | ---- | ---- |
| 2    | ↗5   | ↘3   |